# Heteropogon chiricahua
Heteropogon chiricahua är en tvåvingeart som beskrevs av Wilcox 1965. Heteropogon chiricahua ingår i släktet Heteropogon och familjen rovflugor. Inga underarter finns listade i Catalogue of Life.